# PeerTube
PeerTubeは、自由かつオープンソースの分散型動画共有プラットフォームである。ActivityPubとWebTorrentを利用して構築されており、P2P技術を使用することによって動画を閲覧する際の各サーバーの負荷を軽減している。
PeerTubeはChocobozzzによって2017年に開発が開始され、現在はフランスの非営利団体であるFramasoftが支援を行っている。PeerTubeの目的は、YouTube・Vimeo・Dailymotionなどの集中型動画共有プラットフォームの代替を提供することである。
ActivityPubプラットフォームとして、Fediverseと呼ばれるネットワークの一部である。

## 運営
PeerTubeの各インスタンスは、動画を閲覧及び視聴するためのウェブサイトを提供する。デフォルトでは、外観・機能・ルールの点で他のインスタンスから独立している。
共通のルールを持つインスタンス間では、動画がそれを公開したインスタンスにのみ保存されていたとしても、動画を共有する連合を作成することができる。この連合は互いに独立している。
動画はP2Pで配信される。インスタンスに接続しているユーザーは、他の接続しているユーザーが動画を視聴する時に中継地点となる。

## 歴史

PeerTubeのマスコットのSepia

PeerTubeはChocobozzzによってYouTubeの代替であり、WebTorrentを利用して動画を共有するプラットフォームとして開発が開始された。2017年、FramasoftはContributopiaと呼ばれるキャンペーンのために彼に連絡を行った。このキャンペーンの目標は、集中型動画共有プラットフォームの代替を作成することであった。FramasoftはChocobozzzとPeerTubeを支援するために彼を雇った。
2018年、FramasoftはKissKissBankBankでクラウドファンディングを開始し、53,100ユーロを調達した。これは当初の目標である20,000ユーロの2倍以上である。
最初のベータ版は2018年3月にリリースされ、安定版は10月にリリースされた。最初のベータ版のリリースから僅か3ヶ月後の2018年6月には113のインスタンスが誕生し、10,000本以上の動画が投稿された。
2018年6月、Blenderの公式YouTubeチャンネルが動画の公開時に広告を付けることを拒否した結果、チャンネル上の動画が次々とブロックされた。原因は、チャンネルの収益化設定が有効にされていたことと、ヨーロッパにおけるYouTubeのサブスクリプション開始による設定の衝突による不具合であった。大半の動画は復旧したものの、一部の動画は同意書に別途サインする必要があった。これを受け、Blender FoundationはPeerTubeインスタンスを開設し、ブロックされた動画のコピーの公開を開始した。

## 技術
PeerTubeはWebTorrent技術を使う。各サーバはTorrentトラッカーをホストし、動画を見ている個々のウェブブラウザもこれ共有する。これにより、サーバとクライアントの間の負荷をP2P技術を通した帯域幅と同様に共有することができる。
システムは、独立したエンティティにより実行されるインスタンスの連合を介して動作する。個々のPeerTubeサーバは任意の数の動画を自身でホストすることができ、他のサーバと連合することによって、ユーザーが同一のユーザインタフェースでそれらのサーバの動画を見ることができるようにすることができる。この連合によって、巨大なウェブに匹敵するインフラを構築しなくても、一元的なプラットフォームで多数の動画をまとめてホストすることができる。各サーバは各エンティティによって独立して管理されている。
PeerTubeはW3Cの新しいウェブ標準であるActivityPubプロトコルを使用して、Hubzilla、マストドン、diaspora*などの他のサービスとの分散化と互換性を可能にしている。例えば、マストドンアカウントから動画にコメントすることが可能である。これにより、GAFAのロックインプラットフォームとは対照的に、「エコシステム」全体を作成することができる。このエコシステムは検閲とDDoSに対して耐性を持つことを目指しており、GAFAは単一障害点の例である。
PeerTubeはDBMSのPostgreSQLに依存し、RedditとKodiのような一般的な動画プラットフォームに統合されている。